# فريد تومبسون
فريد دالتون تومبسون (بالإنجليزية: Fred Dalton Thompson)‏ ‏(19 أغسطس 1942 - 1 نوفمبر 2015) هو سياسي وممثل وكاتب ومقدم برامج إذاعية وضاغظ سياسي أمريكي. تومبسون وهو من الحزب الجمهوري الأمريكي. مثل ولاية تينيسي في مجلس الشيوخ الأمريكي من (1994 - 2003).
خدم تومبسون كرئيساً للمجلس الاستشاري للأمن الدولي في وزارة الخارجية الأمريكية. كان عضوا في لجنة المراجعة الاقتصادية والأمنية بين الولايات المتحدة والصين، وهو عضو في مجلس العلاقات الخارجية، وكان زميل زائر في معهد أميركان إنتربرايز، خصوصاً في مجال الأمن الوطني والمخابرات.
كممثل ظهر تومبسون في عدد من الأفلام (ومنها موت قاسي 2) والبرامج التلفزيونية وكذلك في الإعلانات التجارية. وكثيراً ما يقوم بدور الشخصيات الحكومية. وفي الأشهر الأخيرة من ولايته في مجلس الشيوخ الأمريكي في عام 2002، انضم تومبسون إلى فريق ممثلي المسلسل التلفزيوني طويل المدة قانون ونظام، ولعب دور المدعي العام ارثر برانش.

## روابط خارجية
- فريد تومبسون على موقع IMDb (الإنجليزية)
- فريد تومبسون على موقع الموسوعة البريطانية (الإنجليزية)
- فريد تومبسون على موقع روتن توميتوز (الإنجليزية)
- فريد تومبسون على موقع مونزينجر (الألمانية)
- فريد تومبسون على موقع ألو سيني (الفرنسية)
- فريد تومبسون على موقع أول موفي (الإنجليزية)
- فريد تومبسون على موقع قاعدة بيانات برودواي على الإنترنت (الإنجليزية)
- فريد تومبسون على موقع قاعدة بيانات الأفلام السويدية (السويدية)
- فريد تومبسون على موقع إن إن دي بي (الإنجليزية)
- فريد تومبسون على موقع قاعدة بيانات الفيلم (الإنجليزية)